# Мануфактура (группа)
«Мануфактура» — советская рок-группа из Ленинграда, основанная в июле 1976 года.

## История
Группа «Мануфактура» образовалась в июле 1976 года стараниями учеников ленинградской школы физико-математический лицей № 30 — Олега Скибы, Дмитрия Матковского и Андрея Ушакова. Скиба занимался «Мануфактурой», параллельно сочиняя музыку для институтского театра: «Мне было интересно отображать собственные мысли и переживания — об одиночестве, о несбывшихся мечтах, о каких-то юношеских иллюзиях. Об этом думалось, об этом хотелось петь».
В 1981 г. коллектив стал членом Ленинградского рок-клуба, при этом в его деятельности на первых порах участие не принимал. В феврале-марте 1983 г. был сформирован классический состав группы и подготовлена концертно-театральная программа «Зал ожидания», с которой группа победила на I рок-клубовском фестивале. Вскоре после этого был записан альбом «Зал ожидания».

«Некоторые композиции Салтыков делал настолько сильно, что меня во время репетиции дрожь пробирала. Просто вбивало в стол гвоздями. Я понял, что Салтыкову необходимо работать в верхнем диапазоне частот, там его суть — от „ля“ до „ре“. И если его туда грамотно и философски направить — всё, туши свет».— Олег Скиба, «Мануфактура»
В связи с призывом в армию Матковского и Скибы группа приостановила выступления. Арбузов некоторое время работал с «Тамбурином», Рахов и Кондрашкин работали со «Странными играми».
Выступление на II рок-клубовском фестивале в 1984 г. было менее удачным, хотя новый материал представлял интерес для публики, а песня «Новая война» даже вошла в фестивальный Топ-3. По следам фестиваля был записан магнитоальбом «Дорога».
Уже в 1984 году начался постепенный распад классического состава «Мануфактуры»: басист Владимир Арбузов умер от гепатита, а Салтыков перешёл в группу «Форум». Скиба и Матковский полгода провели в поисках новых музыкантов, а также пробовали репетировать с Раховым, Кондрашкиным и Николаем Гусевым, но ни одна из затей не увенчалась успехом.
В 1987 г. Олег Скиба представил новый состав группы: сам Скиба (вокал, клавишные, гитара), Игорь Рудик (клавишные), Андрей Суханов (бас), Дмитрий Зубарь (барабаны), Александр Долгов (флейта, саксофон). Весной 1987 года были записаны несколько новых песен для альбома «Мануфактура 87» : http://skibaoleg.free.fr/r/rm.html  Новый состав, невзирая на активную концертную и студийную деятельность, оказался не столь заметным, и просуществовал до лета 1990. После чего Скиба сосредоточился на сольном творчестве и занятиях звукозаписью.
Альбом «Зал ожидания» был переиздан на CD в 2010 году компанией «Бомба-Питер».

## Дискография
- 1983 — Зал ожидания
- 1984 — Дорога (запись программы II фестиваля Ленинградского рок-клуба)
- 1987 — Мануфактура http://skibaoleg.free.fr/r/rm.html

## Классический состав
- Виктор Салтыков — вокал (впоследствии — «Форум», «Электроклуб», сольная карьера)
- Олег Скиба — клавишные, гитара, вокал (впоследствии — неудачная сольная карьера и занятия звукозаписью)
- Дмитрий Матковский — гитара, бэк-вокал (впоследствии — «Охота романтических их», «АукцЫон»)
- Владимир Арбузов — бас («Зеркало», умер в 1984 году от гепатита)
- Алексей Рахов — тенор-саксофон («Странные игры», «АВИА», «НОМ»)
- Александр Кондрашкин — ударные («Аквариум», «Тамбурин», «Пикник», «Странные игры», «АВИА», «Объект насмешек», «Чиж & Co»)